# Spratlyho ostrovy

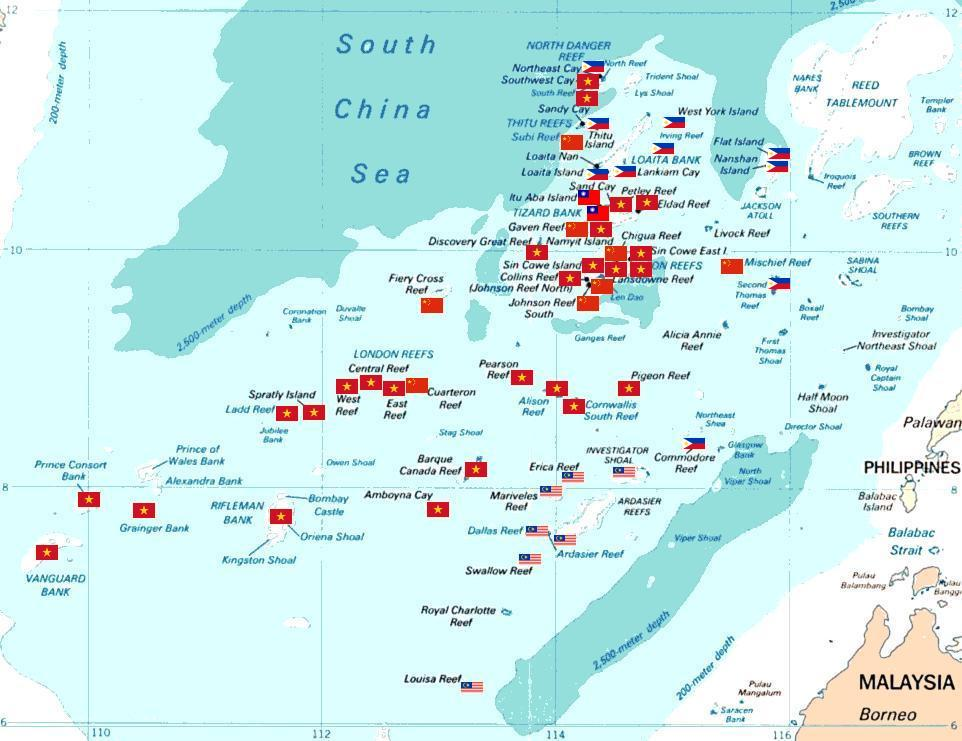
Mapa Spratlyho ostrovů znázorňující jednotlivé územní nároky jednotlivých aktérů

Spratlyho ostrovy (čínsky 南沙群岛 (南沙群島, Nánshā Qúndǎo, Nan-ša čchün-tao, Ostrovy jižních písků), vietnamsky Quần đảo Trường Sa (Ostrovy dlouhých písků), filipínsky Kalayaan (Svoboda), malajsky Kepulauan Spratly) jsou souostroví v Jihočínském moři.
Tato skupina roztroušených útesů, ostrovů a atolů je jedním z faktorů nejistoty v jihovýchodní Asii. Částečně nebo zcela si na ně dělá nárok Čína, Tchaj-wan, Vietnam, Brunej, Malajsie a Filipíny. Na více než 40 větších ostrovech jsou rozmístěny vojenské posádky některých z těchto států. Důvodem zájmu o kontrolu ostrovů je jednak jejich strategická poloha u jedné z nejdůležitějších plavebních tras světa, jednak předpokládaná bohatá naleziště ropy.

## Dějiny
Podle čínských údajů měli Číňané tyto ostrovy odedávna obývat a také je jako první zakreslit do map. Do 19. století byly ostrovy také navštěvovány čínskými rybáři kvůli doplnění zásob pitné vody.
Roku 1864 připlula britská válečná loď a některé ostrovy prohlásila za britské území. Odtud odvozují bývalé britské kolonie Malajsie a Brunej své nároky na některé jižní ostrovy v souostroví.
Mezi lety 1933 a 1955 považovala Francie celé souostroví za součást své kolonie Francouzská Indočína.
V dubnu 1939 obsadilo ostrovy japonské námořnictvo. Na 3,5 km² velkém ostrově Itu Aba postavili Japonci opěrný bod pro svou ponorkovou flotilu. Po kapitulaci Japonska v roce 1945 se tato země musela v Sanfranciské mírové smlouvě (podepsané v roce 1951) nároku na Spratlyho ostrovy vzdát. Ostrovy opět přešly pod správu Francie jako koloniální mocnosti v Indočíně.
Po porážce Čankajškova Kuomintangu na čínské pevnině, během stahování jeho jednotek na Tchaj-wan, obsadil několik Spratlyho ostrovů (včetně Itu Aba), které dodnes zůstávají pod kontrolou Čínské republiky. Čínská lidová republika na to zareagovala tím, že v roce 1951 vznesla nárok na celé souostroví. Po porážce Francouzů v indočínské válce se Francie ostrovů vzdala. Jak Severní, tak Jižní Vietnam vznesly nároky, žádné ostrovy však ještě neobsadily.
V roce 1968 jeden filipínský obchodník vznesl nárok na některé ostrovy jako na svůj soukromý majetek; následovalo obsazení osmi ostrovů filipínskými jednotkami.
Během vietnamské války byl v roce 1973 vydán vládní dekret, kterým se celé souostroví podřizuje jihovietnamské provincii Phước Tuy se sídlem ve Vũng Tàu. Rok na to také Jižní Vietnam některé ostrovy obsadil, čímž došlo k diplomatické krizi s Čínskou lidovou republikou. Po znovusjednocení Vietnamu v roce 1976 potvrdil socialistický Vietnam nároky na souostroví.
V roce 1978 prohlásila filipínská vláda prezidenta Marcose asi 60 % ostrovů ležících západně od Palawanu za filipínské výsostné území.
Od roku 1980 se vedení ČLR rozhodlo přímo obsadit některé Spratlyho ostrovy. Lidově osvobozenecká armáda k tomu nasadila obojživelné námořní jednotky. Vliv v regionu Čína dále posílila díky smlouvě s UNESCO na zabezpečení oceánografického výzkumu v této oblasti.
Přítomnost čínského námořnictva v blízkosti Vietnamem nárokovaných ostrovů vedla k vážné roztržce mezi oběma zeměmi. Došlo k potyčce nedaleko Johnsonova útesu, během které (1988) Číňané potopili dvě vietnamské lodě a trvale obsadili sedm ostrovů. Sedmdesát vietnamských vojáků při tom přišlo o život. Vietnamské ostrovy v bezprostřední blízkosti měly být blokovány čínským loďstvem, tato strategie však nebyla dlouhodobě úspěšná. Čína postavila na Fiery Cross Reefu vojenskou základnu.
V roce 1990 obsadily malajsijské ozbrojené síly tři ostrovy na jihu souostroví.
Od roku 1995 rozšířila ČLR své nároky také na Mischief Reef, nárokovaný Filipínami. Z čínského pohledu je celé souostroví součástí provincie Chaj-nan a nejjižnější atol má současně být nejjižnějším bodem čínského území vůbec. Podle amerických údajů se na deseti Čínou obsazených ostrovech nachází až 1 000 vojáků Lidově osvobozenecké armády.
V roce 2002 byla sjednána pravidla pro lodní dopravu v oblasti.